# Спина, Джузеппе Мария
Джузеппе Мария Спина (итал. Giuseppe Maria Spina; 11 марта 1756, Сарцана, Генуэзская республика — 13 ноября 1828, Рим, Папская область) — итальянский куриальный кардинал. Титулярный архиепископ Коринфа с 10 июня 1798 по 24 мая 1802. Архиепископ Генуи с 24 мая 1802 по 13 декабря 1816. Префект Верховного Трибунала Апостольской Сигнатуры Правосудия с 15 января 1825 по 13 ноября 1828. Кардинал in pectore с 23 февраля 1801 по 29 марта 1802. Кардинал-священник с 29 марта 1802, с титулом церкви Сант-Аньезе-фуори-ле-Мура с 24 мая 1802 по 21 февраля 1820. Кардинал-епископ Палестрины с 21 февраля 1820 по 13 ноября 1828.